# Palestina en los Juegos Olímpicos de Atenas 2004
Palestina estuvo representada en los Juegos Olímpicos de Atenas 2004 por tres deportistas, dos hombres y una mujer, que compitieron en dos deportes.
La portadora de la bandera en la ceremonia de apertura fue la atleta Sana Abubjet. El equipo olímpico palestino no obtuvo ninguna medalla en estos Juegos.